# Histoire secrète des Mongols
Pour les articles homonymes, voir Histoire secrète.
Le livre intitulé en français Histoire secrète des Mongols (mongol : ᠮᠣᠩᠭᠣᠯ ᠤᠨ
ᠨᠢᠭᠤᠴᠠ
ᠲᠣᠪᠴᠢᠶᠠᠨ, VPMC : Mongghol-un ni'uca tobciyan, cyrillique : Монголын Нууц Товчоо, MNS : Mongolyn Nuuts Tovchoo) est la première œuvre littéraire de la culture mongole et une source primaire importante de l'histoire de l'Empire mongol, fondé par Gengis Khan.

## Présentation

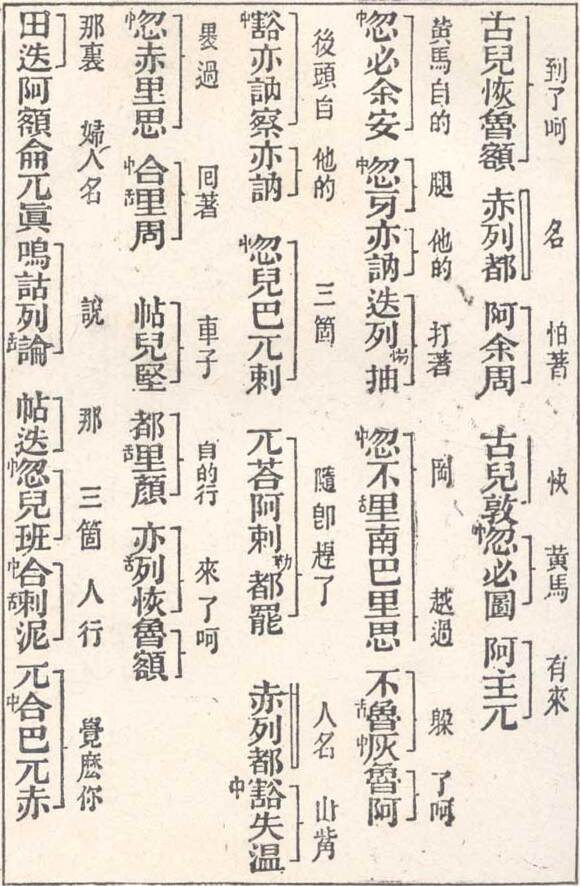
Mise en page d'une réédition en Han'er de 1908 avec ajout de traduction chinoise

L'Histoire Secrète a été écrit pour la famille des Grands Khans mongols, en trois versions, d'abord, une qui date de peu après la mort de Genghis Khan, en 1228, ensuite une deuxième en 1240, puis une troisième en 1252. Seul la dernière de ces versions nous est intégralement parvenue. Ces trois versions ont été écrites par un auteur anonyme. Ce dernier pourrait se nommer Siki-Ouduqu. Il a originellement été écrit en écriture ouïgoure du mongol.
Le livre décrit l'enfance et les conquêtes de Gengis Khan selon le point de vue des Mongols. Il est le seul texte contemporain de l'époque écrit par les mongols et fait partie de la littérature classique mongole. Comme beaucoup de textes de cette période, il est quelque peu folklorique, poétique et n'est pas aussi factuel que les historiens le souhaiteraient. Écrite sous le patronage de Möngke, elle est considérée comme une œuvre de propagande hagiographie envers Gengis Khan.
Les manuscrits survivants dérivent tous d’une translittération et traduction en chinois du XIVe siècle (voir langue Han'er). Plusieurs passages de l’Histoire Secrète apparaissent avec quelques variantes dans une chronique mongole du XVIIe siècle, l’Altan Tobci (« Histoire dorée »).
Le livre était bien connu en Chine car il servait aux Chinois à apprendre à lire et écrire le mongol pendant la dynastie Ming. Il n'a été connu en Occident qu'après sa découverte en Chine par le sinologue russe Piotr Kafarov (1817-1878). De ce fait, il a d’abord été traduit en russe.
Le texte décrit les origines mythiques des mongols et les origines mythiques de la famille de Genghis khan. Selon le texte, le premier Mongol Batachiqan est l’enfant d’un loup bleu-gris et d’une biche en jachère. Onze générations après Batachiqan, une veuve Alan Qo’a se trouva sans famille avec deux fils, Bügünütei et Belgünütei. Avec un être lumineux qui vole dans leur tente par un trou dans le toit, elle donna naissance à trois enfants. Le plus jeune, Bodontchar fonda le clan Bordjiguines, le clan de Genghis Khan.

#### Sujets relatifs
- Gengis Khan
- Histoire de la Mongolie
- Mongol (donne des indications sur le début de la chronique)
- Paul Pelliot